# Phases (альбом)
Phases — шоста збірка англійської групи The Who, яка вийшла у травні 1981 року.

## Композиції
1. My Generation
2. A Quick One
3. The Who Sell Out
4. Tommy
5. Live at Leeds
6. Who's Next
7. Quadrophenia
8. The Who by Numbers
9. Who Are You

## Склад
- Роджер Долтрі — вокал
- Джон Ентвістл — бас гітара, бек-вокал;
- Кенні Джонс — ударні
- Піт Таунсенд — гітара, синтезатори, фортепіано